# Циранкевич, Юзеф
Юзеф Адам Зигмунт Циранкевич (пол. Józef Adam Zygmunt Cyrankiewicz; 23 апреля 1911, Тарнув — 20 января 1989, Варшава) — польский государственный деятель. В молодости — социалист, участник антинацистского подполья, заключённый Освенцима и Маутхаузена. С 1948 — один из руководителей ПОРП. Глава правительства ПНР в 1947—1952 и в 1954—1970. Отстранён от власти в 1970 году после рабочих протестов.

## Ранняя биография
Родился в семье инженера Юзефа Циранкевича-старшего (1881-1939) и дочери владельца нескольких лесопилок Регины Шлапак (1880-1969). Циранкевич-старший придерживался национал-либеральных взглядов, политически поддерживал либеральное крыло Национально-демократической партии. (Существует также версия, будто подлинным отцом Юзефа Циранкевича был бизнесмен-еврей Иосиф Шпильман).
После школы поступил в артиллерийское училище, затем на юридический факультет Ягеллонского университета (учёбу не закончил). В 1931 году примкнул к социалистической партии (ППС). Состоял также в Союзе независимой социалистической молодёжи.
1 января 1933 года ему было присвоено звание подпоручика артиллерийского резерва Войска Польского с выслугой лет. В 1934 году в качестве офицера запаса был направлен в 5-й полк тяжёлой артиллерии, а затем был зачислен в состав окружного дополнительного командования города Краков.
В 1935 году возглавил окружную организацию ППС в Кракове. Принял активное участие в уличных столкновениях с правыми группировками в марте 1936 года, при этом убедил протестующих отказаться от эскалации насилия.

## Подпольщик и заключённый
Участвовал в боях с немцами осенью 1939 года. Был офицером-разведчиком полка тяжёлой артиллерии 1-й дивизии 5-й армии. 15 сентября 1939 года был взят в плен, сбежал из поезда военнопленных при транспортировке в Германию.
С осени 1939 по 1941 год возглавлял подпольное краковское окружные организации Польской социалистической партии – Свобода, Равенство, Независимость и Гвардии Людовой. С 1940 состоял в Союзе вооруженной борьбы, став офицером этой организации. Сотрудничал с известным активистом подполья Яном Карским, помог спасти ему жизнь. Был одним из ведущих активистов СВБ. Руководство этой организации планировало выдвинуть его кандидатуру на должность заместителя правительственного делегата от Польши от ППС.
19 апреля 1941 года был арестован гестапо, год содержался в тюрьме, после неудачной попытки побега отправлен в Освенцим. В концлагере стал одним из лидеров подполья, являлся комендантом внутрилагерной структуры Армии Крайовой, руководил политической подготовкой вооружённого восстания. В январе 1945 года был переведён в Маутхаузен.
В 2007 году журнал Wprost опубликовал статью, в которой выдвигалась версия о возможном сотрудничестве Циранкевича с гестапо и торговле ценностями на территории концлагеря. Однако эти обвинения, после тщательной проверки, были объявлены недостоверными.

## Приход во власть
5 мая 1945 года был освобождён из концлагеря американскими войсками. Продолжил политическую деятельность в руководстве т. н. «люблинской ППС» — новой соцпартии, созданной под контролем коммунистической ППР. С июля 1945 по декабрь 1948 года занимал должность генерального секретаря и члена политкомиссии ЦИК партии. Занимал в ППС прокоммунистические и просоветские позиции, выступал за максимальное сближение и скорейшее объединение социалистов с ППР. С 1946 по 1949 год также был президентом Польской ассоциации бывших политзаключенных.
В ноябре 1946 года вошёл в правительство Эдварда Осубки-Моравского в качестве министра без портфеля. После выборов, принёсших большинство ППР и её союзникам (результаты голосования ныне считаются сфальсифицированными), 6 февраля 1947 возглавил правительство. Незадолго до этого он имел встречу в Москве со Сталиным.
3 ноября 1947 года стал председателем Верховного совета по реконструкции Варшавы.
В декабре 1948 года ППР на объединительном съезде слилась с ППС – была учреждена коммунистическая ПОРП, в которой он занял пост секретаря ЦК и члена оргбюро, оставаясь при этом премьер-министром. С 1945 по 1972 год являлся также депутатом Крайовой Рады Народовой, Законодательного сейма и сейма ПНР.
В 1952 году уступил премьерство Болеславу Беруту, 21 ноября став его заместителем. С 1952 года также являлся вице-председателем председателя президиума Фронта единства народа.  18 марта 1954 года вернулся на прежнюю должность главы правительства, одновременно вошёл в состав политбюро ЦК ПОРП.
С 1952 по 1956 годы был также председателем Общества польско-советской дружбы.

## В руководстве Польши
Проводил на партийных и государственных постах жёсткий курс. Активно участвовал в подавлении антикоммунистической оппозиции, в том числе социалистической, в преследованиях католической церкви. Сыграл заметную роль в вынесении смертного приговора в 1948 году организатору лагерного подполья Витольду Пилецкому, вместе с которым в своё время находился в Освенциме и который был одним из руководителей антикоммунистического подполья. Во время рабочих волнений 1956 года занял демонстративно жёсткую позицию, санкционировав применение войск и Корпуса внутренней безопасности.
29 июня 1956 года, выступая на Польском радио в Познани, он заявил:

 “Каждый провокатор или сумасшедший, осмелившийся поднять руку на народную власть, должен быть уверен, что народная власть отрубит ему руку в интересах рабочего класса, в интересах трудового крестьянства и интеллигенции, в интересах борьбы за повышение уровня жизни населения, в интересах дальнейшей демократизации нашей жизни, в интересах нашей Родины.”
В то время он был сторонником умеренных политических и экономических реформ, хотя не был явным сторонником конкретных изменений. После политических событий 1956 года поддержал Владислава Гомулку, выступавшего с программой ограниченной либерализации режима. Такая позиция обеспечила ему сохранение правительственного поста при новом партийном руководителе.
Считался вторым лицом в государственной иерархии ПНР 1960-х годов (считается, что в иерархии ПОРП его влияние уступало Зенону Клишко).
Играл видную роль и во внешней политике ПНР. Его подпись стоит под договором о создании ОВД и под польско-западногерманским договором 1970, закрепившим границу по Одеру–Нейсе.
В период политического кризиса 1968 года выступал с угрозами в адрес протестующих студентов. Фактически встал на сторону ортодоксальной «фракции партизан» Мечислава Мочара, произнёс резкую отповедь группе депутатов сейма от католической Ассоциации Znak, критиковавших власти за антисемитскую и антиинтеллектуальную политику.

## Отставка
Во время рабочих волнений 1970 года на Балтийском побережье как глава правительства санкционировал решение о вооружённом подавлении протестов. В результате 23 декабря 1970 года он был отстранён от должности премьер-министра. 6 мая 1971 он также вышел из руководства Союза борцов за свободу и демократию, бессменным председателем Совета руководителей которого он был с 1949 года.

Никто уже не верил, что когда-то Юзеф Циранкевич мог быть идеалистом и смелым человеком.

До 27 марта 1972 года занимал пост председателя Госсовета ПНР, но этот орган, в отличие от ЦК ПОРП и Совета Министров, имел тогда в основном церемониальное и представительское значение.
Таким образом, Юзеф Циранкевич возглавлял правительство в общей сложности более 20 лет – дольше, чем кто-либо в истории Польши.
В 1972 году не был выдвинут и не был избран в сейм. В декабре 1975 года был выведен из состава ЦК ПОРП, что означало прекращение участия в политике. Однако ещё несколько лет состоял в руководстве общественных организациях – председателем Национального комитета защиты мира (до 1986 входил в президиум Всемирного совета мира) и Фронта единства народа (член президиума Национального комитета в 1958–1983). 28 ноября 1988 года стал членом Почётного комитета по празднованию 40-летия объединительного съезда ПНР - ППС и основания ПОРП. Практического участия в политических событиях не принимал, но выступал в поддержку генерала Ярузельского в противостоянии с «Солидарностью».
Значительное количество политических оппонентов считали Циранкевича выделяющимся среди современных властей с точки зрения интеллекта, образования, личной культуры и образа жизни. В то же время считался конформистом, принимая журналистов, никогда не соглашался на запись разговоров (кроме официальных выступлений), заметок и публикации того, что он сказал. Личные записи уничтожал.
Был одним из немногих политиков в ПОРП, который говорил на “чистом” языке, без партийного новояза. Вопреки распространенному мнению, не страдал естественным облысением – он систематически брил налысо голову со времён пребывания в концлагере Освенцим, где немцы обривали таким образом всех узников лагеря. Был любителем спорта и почётным председателем Аэроклуба.

## Смерть и похороны

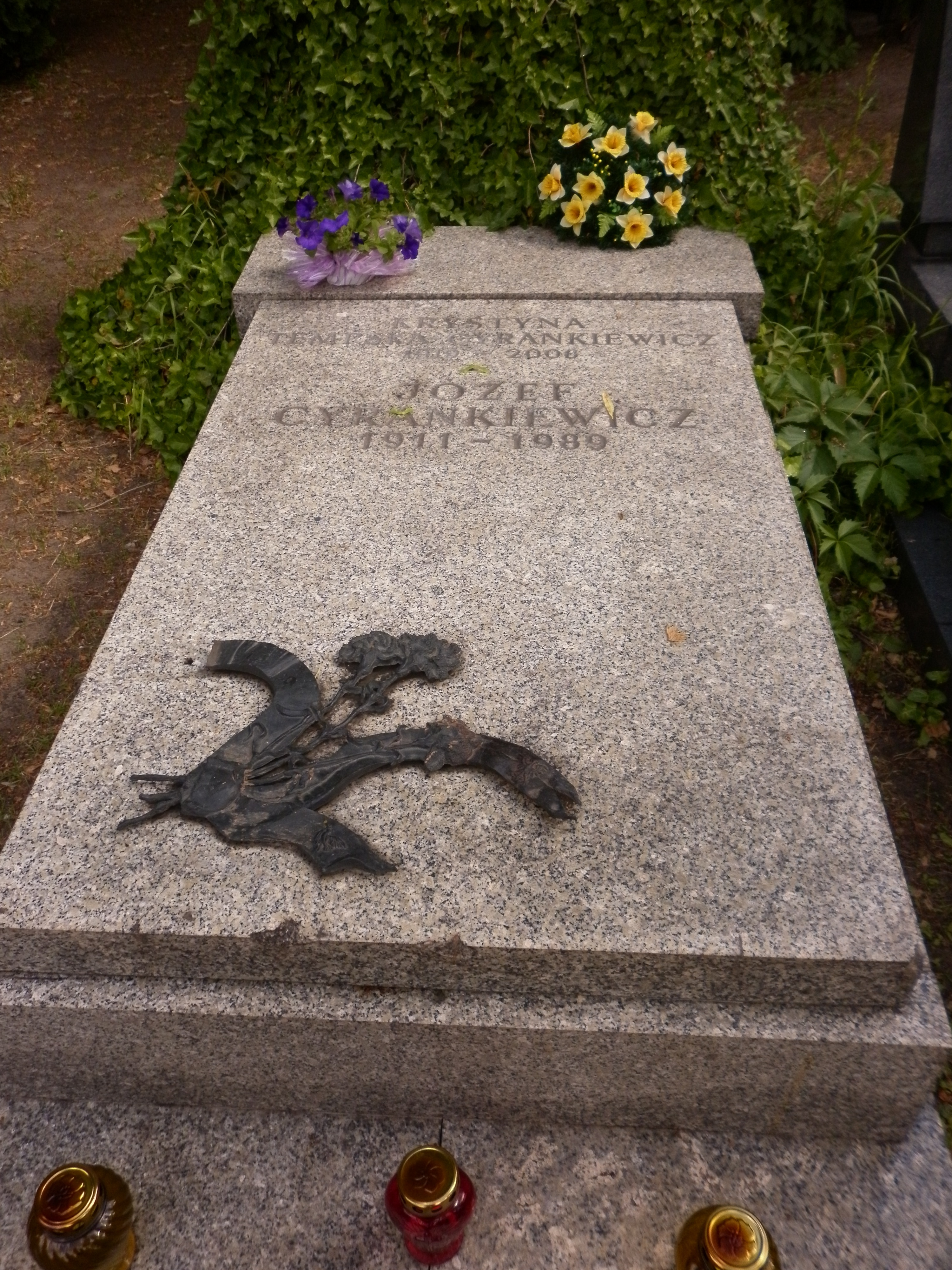
Могила Юзефа Циранкевича

Смерть Юзефа Циранкевича в январе 1989 года имела определённое символическое звучание – в наступившем году начался демонтаж социалистического государства.
Похоронен на кладбище Воинские Повонзки. В траурной церемонии участвовал Войцех Ярузельский, с прощальной речью от имени партии и государства выступил Председатель Совета Министров Мечислав Раковский.

## Семейная жизнь
Был трижды женат. Его первая супруга (в 1940–1946) – Иоанна Галина Мунк-Лещинская, сестра известного кинорежиссёра Анджея Мунка. Вторая жена (в 1947–1968) – известная киноактриса Нина Андрыч (1912-2014). Третья жена (в 1968–1989) – Кристина Темпская (1919-2008), известный врач-ревматолог.
Младший брат, Ежи Циранкевич (1920–1960), участник Второй мировой войны на стороне антигитлеровской коалиции, воевал в Северной Африке и в Италии. Жил в Шотландии, работал врачом.

## В современном кино
Юзеф Циранкевич фигурирует как персонаж в фильме «Чёрный четверг» – Czarny czwartek (роль исполнил Пётр Гарлицкий).